# Global Air (Australie)
Pour les articles homonymes, voir Global Air.
Global Air était une compagnie aérienne charter basée à Brisbane (Australie). Elle exploitait des affrètements spéciaux de passagers et de fret à la demande à l'aide d'avions Boeing 747. Elle opérait également pour d'autres compagnies aériennes sur une base de location humide ou a.C.M.I. (Maintenance de l'équipage d'aéronefs et Assurance incluse) souvent sous-louée à d'autres exploitants.

## Histoire
La compagnie aérienne a été créée et a commencé ses opérations en 1997. Global Air a cessé ses activités en janvier 2005. En mai 2005, l'Australian Securities and Investments Commission a interdit à Luke Norman Butler, un administrateur de la société, de gérer des sociétés pour une période de trois ans. La Commission a conclu que Butler occupait un poste de direction dans We Both Pty Ltd (anciennement Global Air Leasing Pty Ltd) alors qu'il était un failli non libéré, ce qui aurait violé certaines dispositions de la Loi de 2001 sur les sociétés. Butler n'était pas un résident de l'Australie et n'était pas présent au moment de l'audience de l'ASIC, choisissant plutôt de présenter une communication écrite à l'ASIC.
La faillite de Luke Norman Butler a été formellement annulée par l'annulation de la faillite No VB 390 de 2002 en date du 17 septembre 2003 - environ 20 mois après l'annulation de la faillite de Butler ASIC a statué contre Butler effectivement le déclarer coupable, par contumace, de non défendue des allégations de conduite qui se sont produites dans le cadre d'une faillite qui avait été annulée auparavant (non pas libérée mais annulée, c'est-à-dire légalement comme si cela ne s'était jamais produit). Luke Butler est actuellement administrateur de plusieurs sociétés australiennes et internationales. 